# Jürgen Wuchner

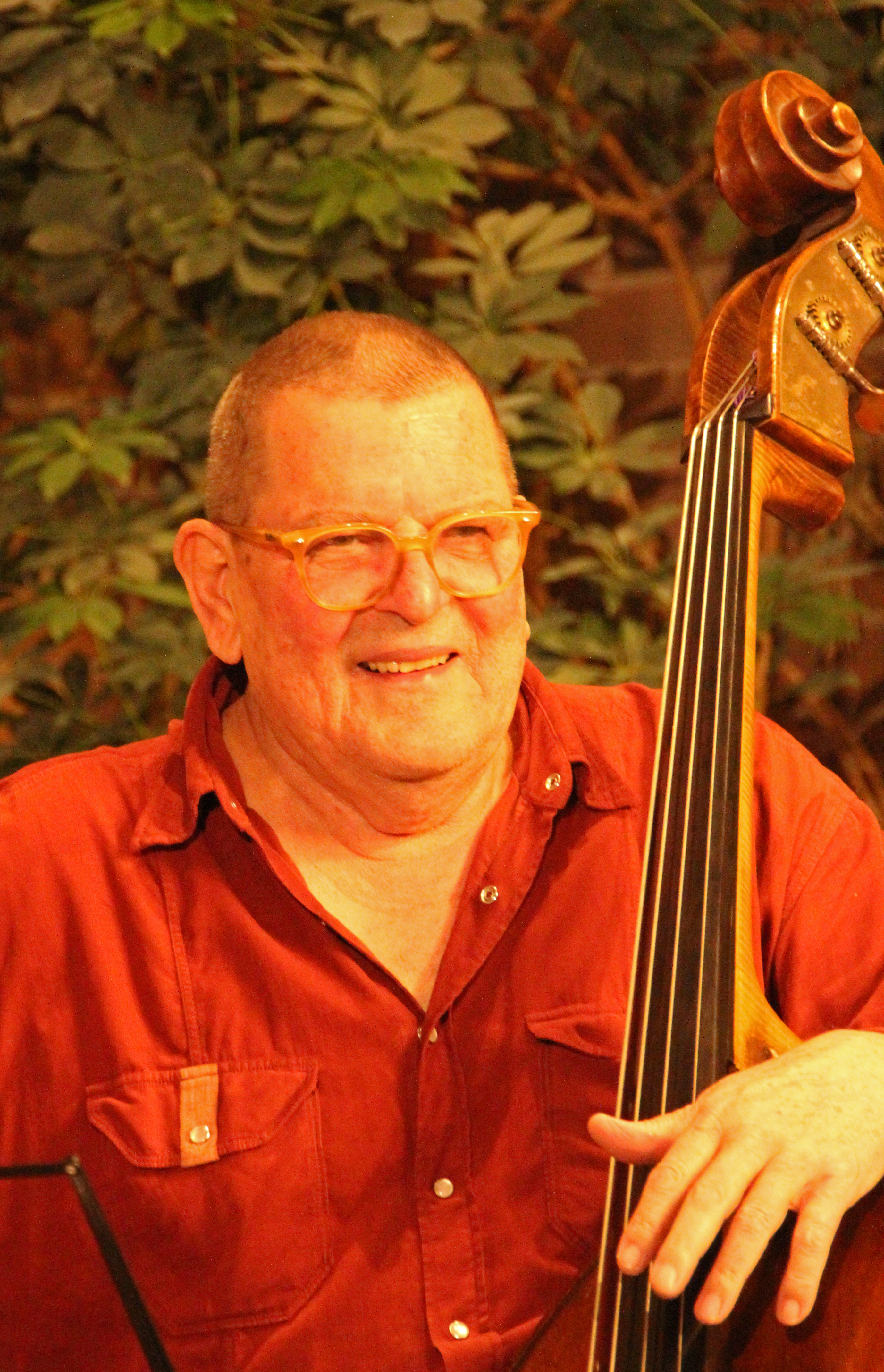
Jürgen Wuchner (2018)

Jürgen Wuchner (* 1948 in Kleinostheim; † 1. Mai 2020 in Darmstadt) war ein deutscher Bassist des Creative Jazz.

## Leben und Wirken
Jürgen Wuchner spielte in seiner Jugend E-Bass in der Band „The Sparrows“ und in der Soulband „Mercy Four“. Schon während seines Kontrabass-Studiums an der Akademie für Tonkunst in Darmstadt spielte er ab Anfang der 70er Jahre in den Gruppen von Hans Koller, Heinz Sauer/Bob Degen (Voices), Herbert Joos. Einem größeren Publikum bekannt wurde er als Mitglied des Vienna Art Orchestra und dessen kleinerer Besetzung Part of Art.
Ab 1983 initiierte bzw. beteiligte Wuchner sich an Experimenten mit Jazz/Streicher-Gruppen (String Project, Viol-ence, Family of Percussion meets Bass Strings und The Bassic Trio mit Vitold Rek und Norbert Dömling). Herausragend war seine Tribute to Charles Mingus-Band mit u. a. Janusz Stefański, Karl Berger und Matthias Schubert und sein Quartett mit Rudi Mahall, Marty Cook und Tom Nicholas. Er spielte bei Günther Klatt, im Trio mit dem Vibrafonisten Christopher Dell und dem Schlagzeuger Günter „Baby“ Sommer sowie mit Bob Degen und Janusz Stefański. In diversen Bands und Projekten arbeitete er mit Harry Beckett, Allen Jacobson, Makaya Ntshoko und Jörg Fischer zusammen.
1992 gründete Wuchner die als Workshop alljährlich veranstalteten „Jazz Conceptions“ Darmstadt. Gemeinsam mit Uli Partheil gründete (1993) und leitete er in Darmstadt im Stadtteil Bessungen die Jazz & Pop School und unterrichtete zudem an der dortigen Akademie für Tonkunst Jazz-Kontrabass.
Die anfangs aus Lehrern der Jazz & Pop School bestehende Großformation United Colors of Bessungen mit u. a. Uli Partheil, Thomas Siffling, Ulli Jünemann, Daniel Guggenheim, Janusz Stefański und Bülent Ateş hatte mehr als 2 Jahrzehnte Bestand, in wechselnden Besetzungen.
Mit seiner Gruppe Deep Talking mit Wollie Kaiser, Manfred Becker und Janusz Stefanski realisierte er u. a. Projekte, die während seines 3-jährigen Aufenthalts in Dakar im Senegal (2009–2012) entstanden.
Wuchner war als Studiomusiker für Rundfunk, Fernsehen und Theater tätig und gastierte bei zahlreichen internationalen Festivals, u. a. mit Harry Beckett, John Tchicai oder Louis Moholo.

## Preise und Auszeichnungen
Jürgen Wuchner wurde 1996 für seine Arbeit als Musiker und Pädagoge mit dem Hessischen Jazzpreis ausgezeichnet.
2012 ging der Darmstädter Musikpreis an ihn als „Motor“ hinter vielen Darmstädter Jazzaktivitäten, bei denen er oft im Hintergrund wirkte, immer ermutigend, und der selbst immer wieder mit spannenden eigenen Bandprojekten an die Öffentlichkeit trat.
2017 wurde ihm vom Magistrat der Wissenschaftsstadt Darmstadt die Johann Heinrich Merck Ehrung überreicht: „Nie wird es ihnen boshaft glücken, des Menschen Geist zu unterdrücken“ (Johann Heinrich Merck).

## Diskografie (Auswahl)
- Michael Sell Trio & Barrelhouse Jazzband: Hot and Free; Projektgruppe Hot and Free Produktion 1972
- V.A.: Frankfurt Main Stream; Teldec 1975 (mit den Voices)
- Hans Koller Free Sound: For Marcel Duchamp; MPS 1977
- Herbert Joos Quartett: Ballad 1; Pläne 1978
- Jürgen Wuchner / Hans Koller / Herbert Joos / Bob Degen / Christoph Lauer / Thomas Cremer: Piece for Mouth; Pläne 1978
- Vienna Art Orchestra: Tango from Obango; Art Records 1979
- Hans Koller & The International Brass Company: The Horses (mit Lee Harper, Ack van Rooyen, Albert Mangelsdorff u. a.); L+R 1980
- Herbert Joos Quartett: Kerchak Suite; Pläne 1980
- Herbert Joos Quartett: Fellicat; Sesam Records 1980
- Vienna Art Orchestra: Concerto Piccolo; Hat Hut 1981
- Part of Art: Moebius; Sesam Records 1981
- Hans Koller:  Continued Talks (Fritz Pauer, Jürgen Wuchner); Sandra Music 1982
- Hans Koller & The International Brass Company Live in Frankfurt Festival (mit Kenny Wheeler, Ack van Rooyen, Albert Mangelsdorff);L+R 1982
- Vienna Art Orchestra: Suite for the Green Eighties; Hat Hut 1982
- Vienna Art Orchestra: From no Time to Rag Time; Hat Hut 1983
- Part of Art: Son Sauvage; Extra Platte 1983
- Jürgen Wuchner’s String Project: The Listener; View Records 1984
- Jürgen Wuchner’s String Project; Blue Flame 1987
- Günther Klatt & Elephantrombones Live at Jazztage Leverkusen; enja 1988
- Jürgen Wuchner Quintet (mit Karl Berger, John Schröder, Matthias Schubert, Janusz Stefanski); EDF Towermusic 1992
- Chamber Musik (Jürgen Wuchner Group mit Marty Cook, Rudi Mahal, Tom Nicholas); EDF Towermusic 1996
- J.E.W. & The African Xang (mit Daniel Guggenheim, Allen Jacobson, Uli Partheil, Tom Nicholas, Janus Stefanski); JW 2000
- United Colors of Bessungen – Live in der Bessunger Knabenschule; Jazz- and Popschool Darmstadt 2001
- Jürgen Wuchner Group feat. Harry Beckett (mit Harry Beckett, Wollie Kaiser, Jörg Fischer); Sound & More 2003
- Degen Wuchner Stefanski; JW 2008
- The Continued Tales of Ulysses (mit Wollie Kaiser, Manfred Becker und Janusz Stefanski); JW 2009
- United Colors of Bessungen: Live im Palmengarten Frankfurt; JW 2011
- United Colors of Bessungen: Heimspiel; Sound & More 2012
- In Memoriam Buschi Niebergall (Jürgen Wuchner, Rudi Mahall, Jörg Fischer); sporeprint, 2015
- Jazzsuite für Tuba, Kammerorchester und Schlagzeug (Kammerorchester an der TU Darmstadt); JW 2015
- Wuchner Sommer Dell: Spirituality (2023, edition niehler werft)[4]